# Gabriele Maruotti
Gabriele Maruotti (ur. 25 marca 1988 w Rzymie) – włoski siatkarz grający na pozycji przyjmującego. Od sezonu 2018/2019 występuje w drużynie Emma Villas Siena.

## Sukcesy klubowe
Superpuchar Włoch:
- 2007

Mistrzostwo Włoch:
- 2013
- 2010, 2015

Puchar CEV:
- 2011

Puchar Challenge:
- 2013

## Sukcesy reprezentacyjne
Mistrzostwa Europy Juniorów:
- 2006

Igrzyska Śródziemnomorskie:
- 2009

Mistrzostwa Europy:
- 2011

## Nagrody indywidualne
- 2006 - Najlepszy zagrywający Mistrzostw Europy Juniorów